# Cesto con frutas
Cesto con frutas (en italiano, Canestra di frutta) es un cuadro del pintor italiano Caravaggio (Milán, 29 de septiembre de 1571 - 18 de julio de 1610). Está realizado al óleo sobre lienzo. Fue ejecutada hacia 1596 y se conserva actualmente en la Pinacoteca Ambrosiana de Milán, Italia.
Muestra un cesto de mimbre al borde de un alféizar o cornisa, aunque también puede ser una mesa. La cesta contiene una selección de frutas de verano:
... un melocotón rojizo, de buen tamaño unido a un tallo con agujeros de gusano en la hoja asemejándose al daño que hace la polilla oriental de la fruta (Orthosia hibisci). Por debajo de él hay una sola manzana bicolor, mostrada en perspectiva con dos agujeros de entrada de insectos, probablemente la carpocapsa, una de las cuales muestra putrefacción secundaria en el borde; una pera amarilla enrojecida con depredaciones de insecto parecidas al daño de un Archips argyospita; cuatro higos, dos blancos y dos de color púrpura— los púrpuras completamente pasados, rajados por los lados, más una gran hoja de higuera con una prominente lesión por hongos que se parece atracnosis (Glomerella cingulata); y un solo membrillo sin mácula, con un frontoso brote que muestra puntos de hongo. Hay cuatro racimos de uvas, negro, rojo, amarillo y blanco; el racimo rojo a la derecha muestra varias frutas resecas, mientras los dos racimos de la izquierda muestran una baya demasiado madura. Hay dos hojas de parra, una severamente reseca y arrugada mientras que la otra tiene manchas y evidencia de una masa de huevo. En la parte derecha de la cesta hay dos higos verdes y uno maduro de color negro se encuentra en la parte de atrás, a la izquierda. A los lados del cesto hay dos retoños sin cuerpo: a la derecha hay un brote de uva con dos hojas, ambas mostrando severas depredaciones por insectos que recuerdan a las mordidas de saltamontes; a la izquierda hay un brote que cuelga, de membrillo o de pera.
Mucho se ha elucubrado sobre la fruta comida por los gusanos, depredada por los insectos y, en general, en condición lejana a la perfección. Posiblemente Caravaggio pintó simplemente lo que tenía más a mano; o tal vez tuviera algún significado en el sentido de la «caducidad de todas las cosas»; más específicamente, podría ser una referencia al Libro de Amós, o las costumbres degradadas de ciertas costumbres religiosas.
Un estudio reciente con rayos X ha revelado que fue pintado sobre un lienzo ya usado pintado con temas grotescos en el estilo del amigo de Caravaggio Prospero Orsi, quien ayudó al artista en su primer gran paso adelante hacia los círculos de coleccionistas tales como su primer patrón, el cardenal Francesco María Del Monte, alrededor de 1594/1595, y quien siguió siendo íntimo durante muchos años después.
Los eruditos han alcanzado un nivel de desacuerdo mayor del usual por lo que se refiere a datar esta obra: John T. Spike la ubica en 1596; Catherine Puglisi cree que el año 1601 es más probable; y prácticamente cada año entre estas dos fechas ha sido indicado por un estudioso u otro. El razonamiento de Puglisi parece sólido, (el cesto de esta pintura parece idéntico al que aparece en la primera de las dos versiones de Caravaggio sobre Los discípulos de Emaús - incluso el membrillo parece ser la misma pieza de fruta, pero no hay consenso al respecto.
En 1607 formaba parte de la colección del cardenal Federico Borromeo, una procedencia que alza la plausibilidad de una referencia consciente al Libro de Amós. Borromeo, que era arzobispo de Milán, estuvo en Roma aproximadamente en los años 1597-1602 y fue un huésped de Del Monte en 1599. Tenía un interés especial en los pintores del Norte de Europa como Paul Brill y Jan Brueghel el Viejo, quienes estaban en Roma por la misma época, (de hecho, llevó a Brueghel a su propia casa), y en la forma en que pintaban paisajes y flores en pinturas como temas por derecho propio, algo que no se conocía entonces en el arte italiano. Habría visto la forma en que Caravaggio hacía bodegones como accesorios incidentales en pinturas tal como El niño mordido por un lagarto, Baco, en la colección de Del Monte y El tañedor de laúd en la colección del amigo de Del Monte, Vincenzo Giustiniani. 
El cuadro fue donado en 1607 a la Ambrosiana por Federico Borromeo.
Alberti había fijado ya la jerarquía de los géneros. El erudito Giustiniano escribió un tratado sobre pintura años más tarde, en el que, reflejando las convenciones jerárquicas de su tiempo colocó las flores y «otras menudencias» solo en quinto lugar en una escala de doce grados, pero también mencionó que Caravaggio le dijo en una ocasión «que es tan difícil pintar un jarrón de flores como un cuadro con figuras humanas».
A partir de Caravaggio el bodegón o naturaleza muerta comienza a convertirse en un género más popular. Su éxito se debe en parte al nacimiento de colecciones privadas, cuyos propietarios demandaban pinturas profanas.
Como su fantasma en Los discípulos de Emaús, el cesto parece tambalearse en el borde del espacio pictórico, con riesgo de caerse fuera de la pintura avanzando hacia el espacio del espectador. En Los discípulos de Emaús este es un recurso dramático, parte de la manera en la que Caravaggio crea la tensión de la escena; aquí, trampantojo parece ser casi todo el propósito de la pintura, si eliminamos un posible elemento didáctico. Pero el elemento único que sin duda alguna atrajo a su propietario original, y aún capta la atención hoy en día, es el extraordinario realismo cuasi fotográfico de la observación que hay debajo del ilusionismo. Cesto con frutas puede compararse con otra obra del mismo artista: Bodegón con fruta (h. 1603), una pintura que John Spike identifica como «la fuente de todas las pinturas de bodegón romanas posteriores.».
El cesto simboliza la vanitas. Los frutos están todos relacionados con la simbología cristológica, y presagian la pasión de Cristo. Los bodegones eran de dos tipos: uno ligado al culto mariano y otros relacionados con Cristo. Solo queda esta.
Como curiosidad puede señalarse que el Cesto con frutas estaba representada en los billetes de banco de 100.000 liras.